# Eluned Morgan

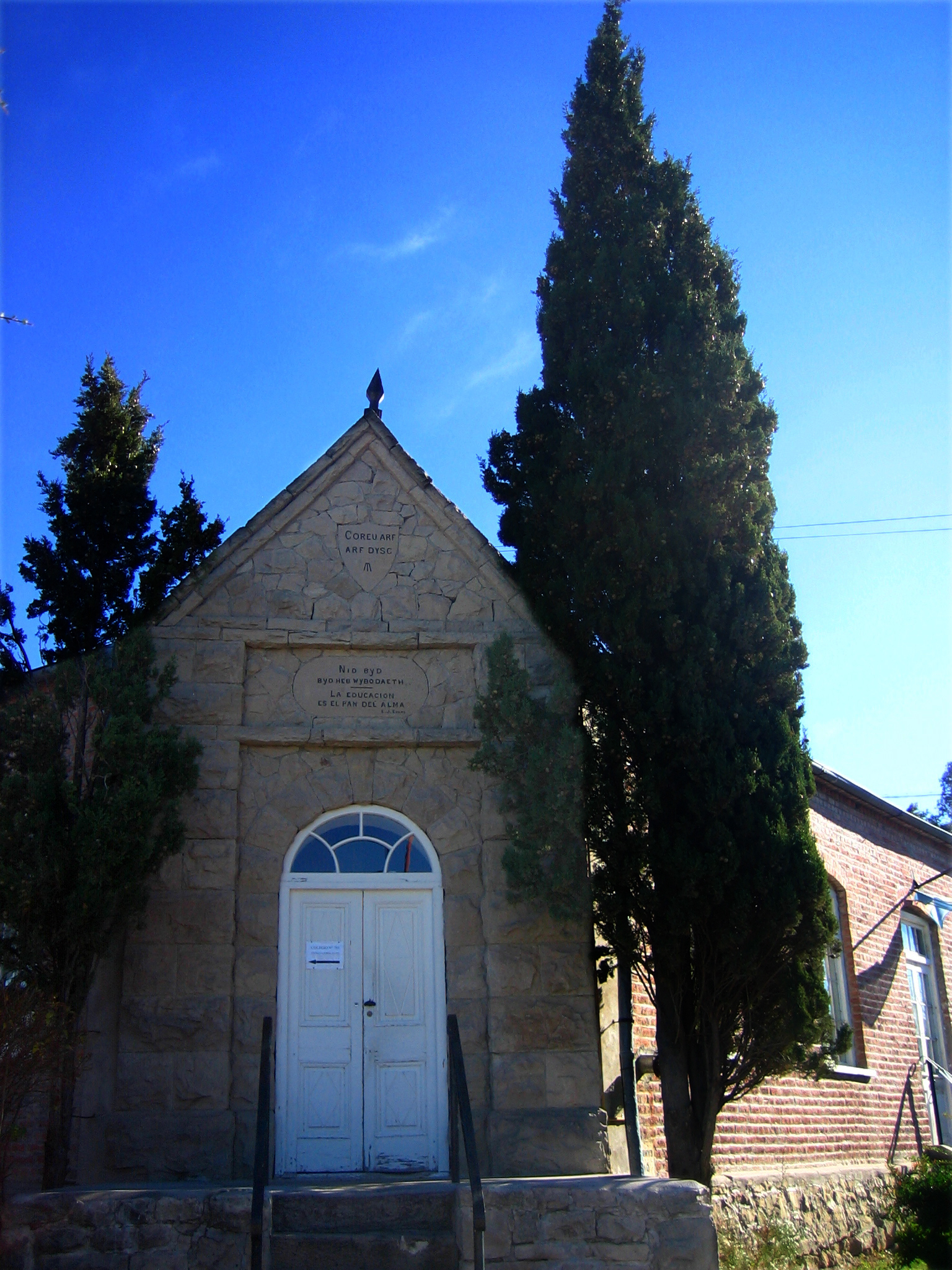
El Colegio Camwy en la actualidad

Eluned Morgan (Golfo de Vizcaya, 20 de marzo de 1870 – Gaiman, Argentina, 29 de diciembre de 1938), escritora chubutense nacida en alta mar, hija de Lewis Jones (1836-1904), uno de los líderes de la colonización galesa en el valle del Chubut.
Fue una figura destacada en la vida cultural y literaria de la Colonia, autora de diversos ensayos y libros sobre literatura y la vida en el valle, entre ellos Trevnusrwydd Teuluaidd («Orden de familia») y Dringo'r Andes («Hacia los Andes»), este último escrito en Gales narra la experiencia que vivió en un viaje a la colonia 16 de octubre en la Cordillera de los Andes, después de la gran inundación de 1899. Destaca la descripción que hace del valle del Chubut durante y después de la gran inundación. 

## Biografía
Nació en alta mar a la altura del Golfo de Vizcaya a bordo del Barco Myfanwy cuando viajaba desde Gran Bretaña hacia Puerto Madryn. Pese a que su apellido debía ser Jones fue nombrada Morgan, que significa "nacida en el mar". Criada en el valle inferior del río Chubut, fue educada en una escuela galesa por Richard Jones Berwyn. Viajó a Gales en 1885, cuando entró en la escuela Dr. Williams en Dolgellau, donde pasó los siguientes dos años.
Se la considera fundadora del Colegio Camwy de Gaiman, el primer colegio secundario de la Patagonia. También dirigió y publicó artículos en el periódico Y Drafod, propiedad de su padre, en 1893 y participó del Eisteddfod en 1891.
Además, viajó varias veces a Gales (en los años 1885, 1888, 1896). En 1897, comenzó a publicar artículos para Cymru (editado por Owen Morgan Edwards) y entre 1912 y 1918, vivió en Cardiff donde trabajó en la biblioteca de la ciudad. Ese mismo año, regresó a la Patagonia, donde vivió en Gaiman hasta su fallecimiento.

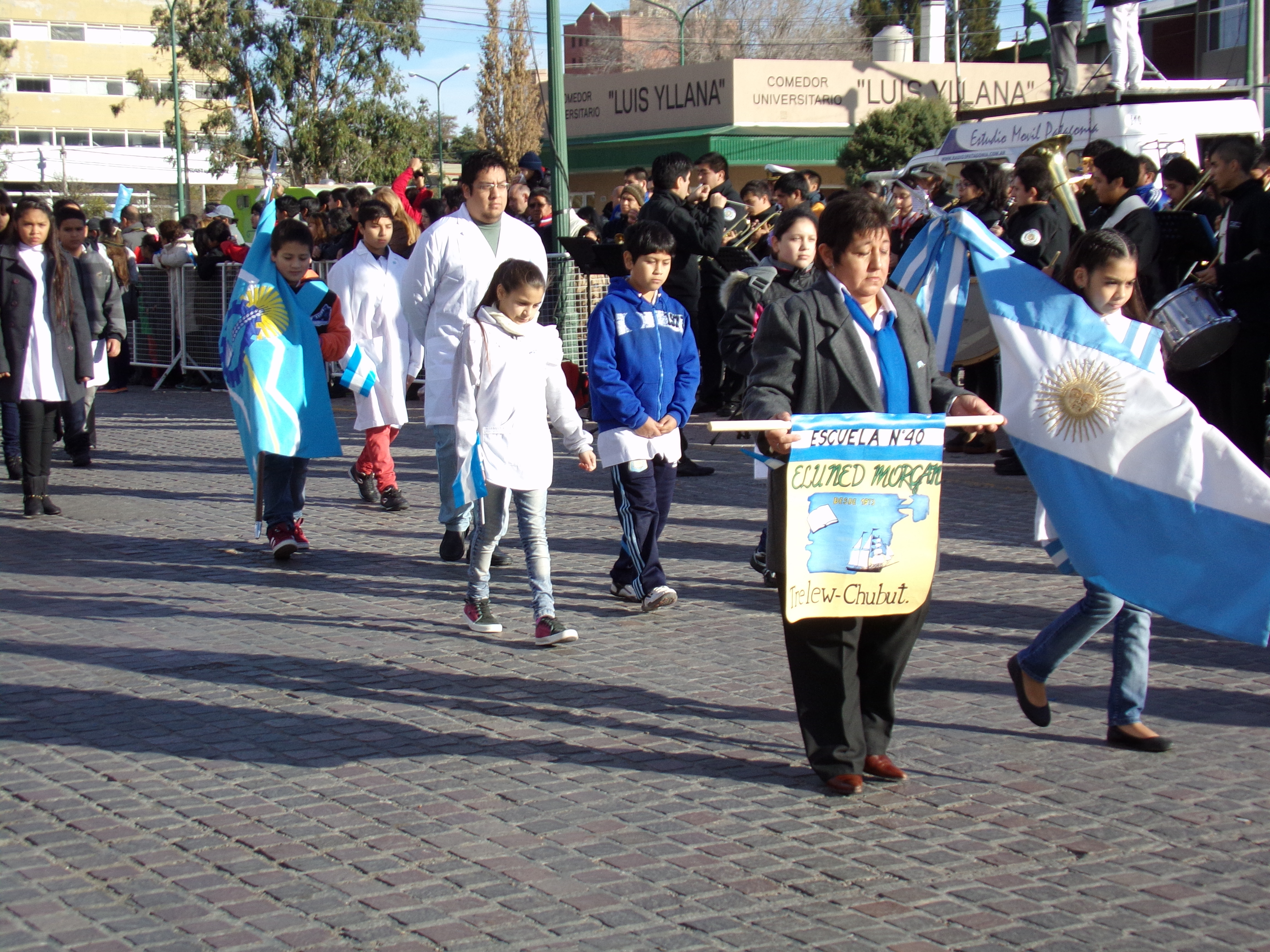
Representantes de la escuela Eluned Morgan de Trelew en un desfile.

Actualmente, la escuela 40 ubicada en la calle Corrientes 599 de Trelew lleva su nombre como homenaje.

### Libros publicados
- Trevnusrwydd Teuluaidd
- Dringo'r Andes (1. Y Brodyr Owen, Abergavenny, 1904; 2. Southall & Co., Newport, 1907; 3. Southall & Co., 1909; 4. Southall & Co., 1917; 5. Southall & Co. n.d.)
- Gwymon y Môr (Y Brodyr Owen, Abergavenny, 1909)
- Ar Dir a Môr (Y Brodyr Owen, Abergavenny, 1913)
- Plant yr Haul (1. Evans & Williams, Cardiff, 1915; 2. Southall & Co., 1921; 3. Southall & Co., 1926)

### Publicaciones
- Reverendo Richard Bryn Williams, Eluned Morgan: una biografía y una selección (Libros de Gales Club, 1948)
- Meic Stephens (ed.), El compañero de la literatura galesa.
- Y Dravod newyddur y Wladva, 1939
- Saunders Lewis, Ysgrifau Dydd Mercher  (Aberystwyth,1945; pp. 84-92)
- Rhyddiaith y Wladfa (Denbigh: Gwasg Gee, 1949; pp.40)
- E. Wyn James, ‘Plentyn y Môr: Eluned Morgan a’i Llyfrau Taith’, Taliesin, 148 (Gwanwyn 2013), 66-81. ISSN 0049-2884.
- E. Wyn James, ‘Eluned Morgan y los “Hijos del Sol” ’ (trad. Walter Ariel Brooks), en Los Galeses en la Patagonia VI, ed. Marcelo Gavirati & Fernando Coronato (Puerto Madryn, Chubut, Argentina: Asociación Punta Cuevas, Asociación Cultural Galesa de Puerto Madryn & Centro de Estudios Históricos y Sociales de Puerto Madryn, 2014), 267-86. ISBN 978-987-24577-5-4.